# Allium flavellum
Allium flavellum är en amaryllisväxtart som beskrevs av Aleksei Ivanovich Vvedensky. Allium flavellum ingår i släktet lökar, och familjen amaryllisväxter. Inga underarter finns listade i Catalogue of Life.